# Peperomia spathulata
Peperomia spathulata är en pepparväxtart som beskrevs av William Hamilton. Peperomia spathulata ingår i släktet peperomior, och familjen pepparväxter. Inga underarter finns listade i Catalogue of Life.